# Bieg rzeki
Bieg rzeki – linia spływu wód rzecznych w rzucie pionowym.
Określenia używa się w umownym oznaczeniu poszczególnych odcinków rzeki. W typowym przekroju rzeki wyróżnia się trzy etapy:
- bieg górny – odcinek rzeki od źródła, po tereny wyżynne. Przeważa erozja denna, występuje także erozja boczna oraz wsteczna. Początkowo w górnym biegu rzeka płynie zazwyczaj po stromych zboczach, często bardzo szybko, żłobiąc wąskie i głębokie doliny. Siła płynącej wody jest tu tak duża, że wyrywa z dna i brzegów koryta rzeki nawet duże bloki skalne. Silny prąd wody w górnym biegu rzeki nie stwarza roślinom ani zwierzętom dogodnych warunków do życia. Im szybszy prąd, tym jest trudniej. Doskonale sobie radzą jednak zwierzęta, które mają bocznie spłaszczony, opływowy kształt ciała i są silnie umięśnione. Dzięki temu mogą się przeciwstawiać sile płynącej wody (takimi zwierzętami są np. pstrągi i łososie).
- bieg środkowy – spadek jest zdecydowanie mniejszy, prędkość wody też. Erozja denna w związku z tym jest dużo słabsza, natomiast erozja boczna znacząco rośnie, czego skutkiem jest powstawanie meandrów. Dolina rzeki staje się przez to szersza a jej koryto może ulegać znacznemu poszerzeniu podczas wzmożonych opadów lub wiosennych roztopów.
- bieg dolny – charakteryzuje się małym spadkiem zwierciadła i ruchem wody, występuje zjawisko akumulacji rumowiska. Bieg rzeki kończy się ujściem do innej rzeki, jeziora lub morza.

Ze względu na ukształtowanie terenu wyróżnia się ponadto:
- bieg górski.
- bieg nizinny.